# Blizzard

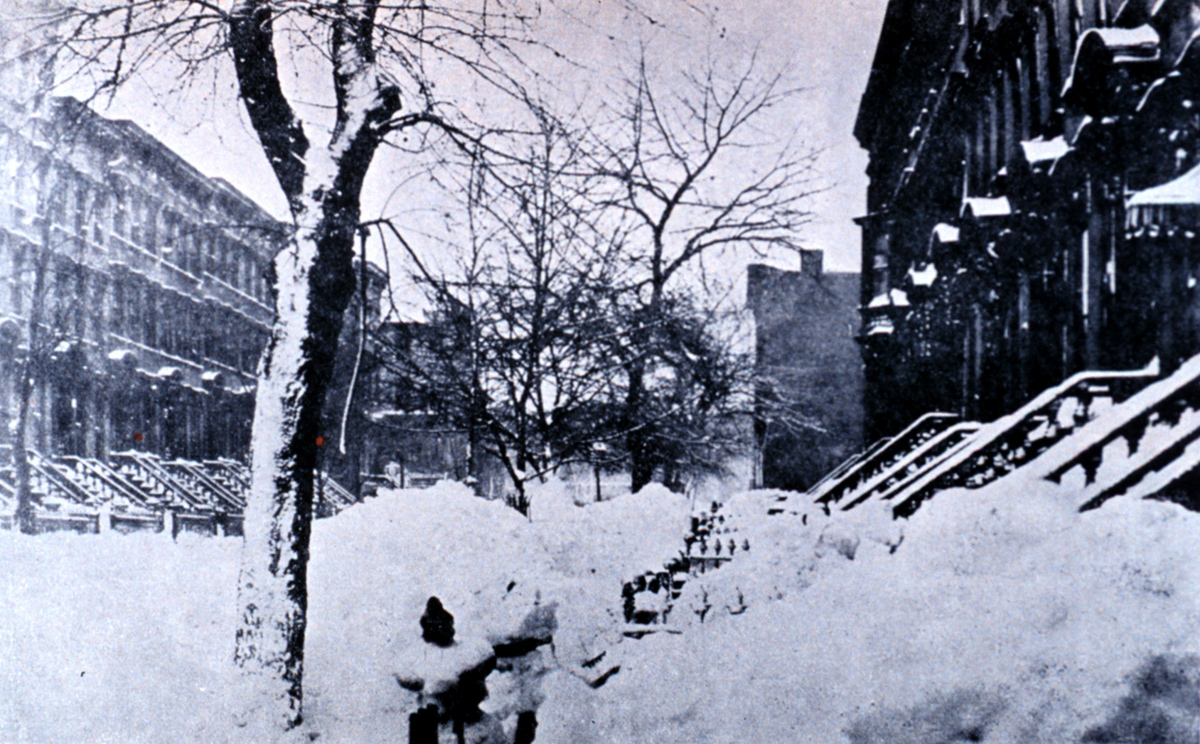
Blizzard in Brooklyn 1888

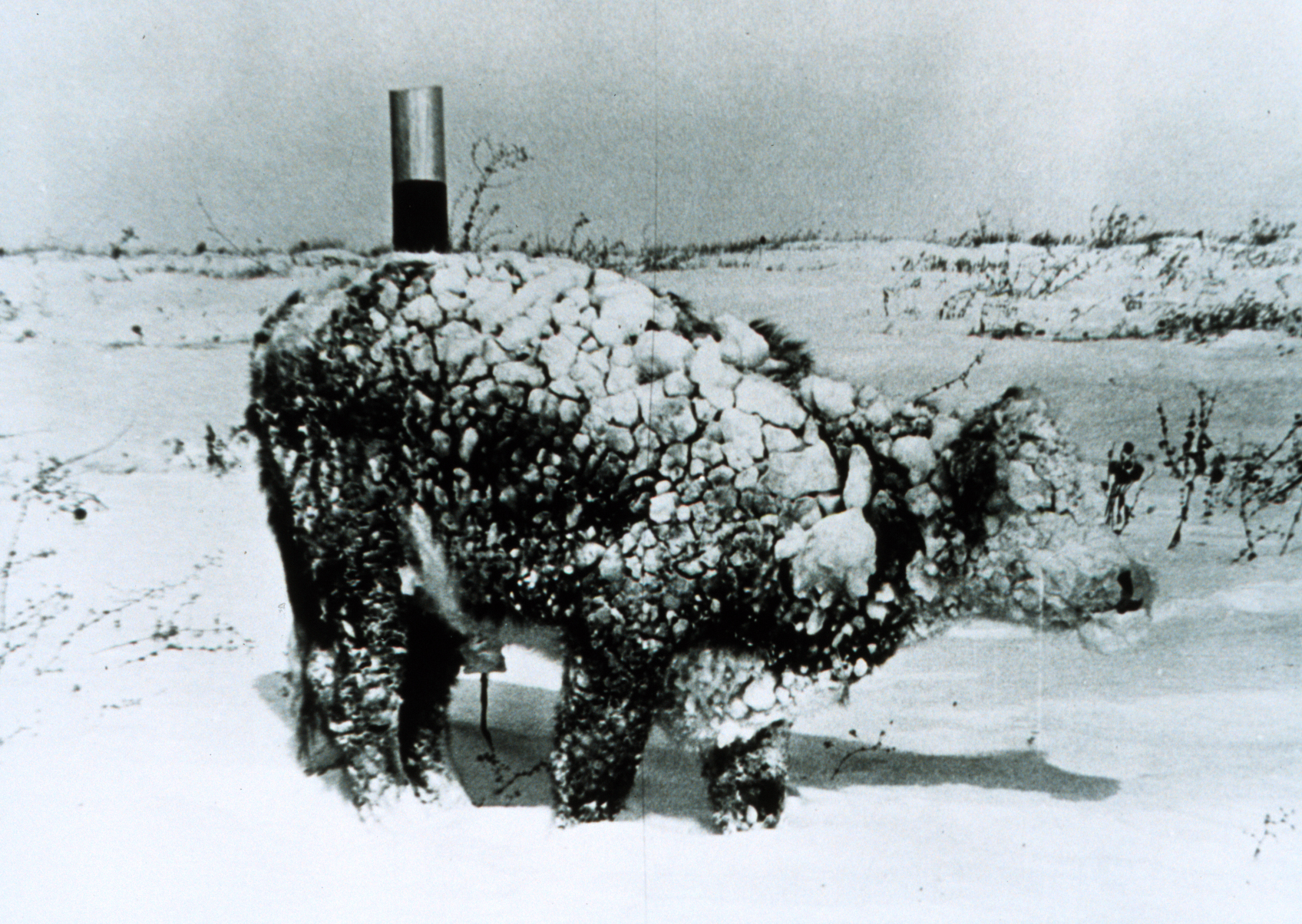
Ein Ochse nach einem Blizzard

Der Blizzard ist ein starker Schneesturm, der hauptsächlich in Nordamerika auftritt. Die Bezeichnung eines heftigen Schneesturms als Blizzard wurde später auch in anderen Regionen wie in der Antarktis und in Nordskandinavien (Lappland) übernommen.

## Entstehung und Definition
Ein Blizzard entsteht infolge eines kräftigen Kaltlufteinbruchs aus Richtung der Polarregionen. Dabei dringt die polare Kaltluft in Tiefdruckgebieten bis weit nach Süden vor, da auf dem nordamerikanischen Kontinent keine in Ost-West-Richtung verlaufenden Gebirge existieren.
Ein nordamerikanischer Blizzard definiert sich über folgende Erscheinungen:
- hohe Windgeschwindigkeiten ab 55 Kilometern pro Stunde (Windstärke 7 Bft)
- große Mengen an Schnee mit Sichtweite von weniger als 400 Metern
- Dauer von über drei Stunden.[1]

Treffen arktische und warme Luftmassen aufeinander und fällt der Luftdruck aufgrund der dadurch verursachten schnellen Tiefdruckentwicklung innerhalb von 24 Stunden um 24 hPa oder mehr, spricht man dazu von einem „Bombenzyklon“ oder einer „rapiden Zyklogenese“.
Blizzards sind relativ selten. Sie treten am ehesten in Kanada und in den Northern Plains der USA auf, können aber auch den gesamten Nordosten der USA heimsuchen und für chaotische Wetterverhältnisse sorgen. Es ist auch schon vorgekommen, dass Blizzards dem Norden Floridas Schnee gebracht und im südlichen Teil von Texas die Straßen mit Eis bedeckt haben. Während des arktischen Sturms „Elliot“ 2022 sank die Temperatur in New Orleans, also am Golf von Mexiko, bis auf −4 °C.
Der Black Blizzard ist ein Blizzard, der aufgrund seiner hohen Windgeschwindigkeiten wie bei einem Sandsturm auch Ackerboden mit sich reißt.

## Bedeutende Blizzards
Bedeutende Blizzards waren (unvollständige Liste):
- Schoolchildren’s Blizzard (Januar 1888)
- Blizzard of ’77 (Januar/Februar 1977)
- Groundhog Day Blizzard 2011 (Januar/Februar 2011)
- Blizzard Nemo (Februar 2013)
- Arktischer Sturm „Elliot“ (Weihnachten 2022)[6]

Für den großen Schneesturm von 1888 war ein Nor’easter verantwortlich.